# 정립 (1574년)
정립(鄭岦, 1574년 ~ 1629년)은 조선 중기의 문신이다. 본관은 연일(延日). 자는 여수(汝秀).
1624년 에도 막부 정이대장군 도쿠가와 이에미쓰의 취임을 축하하기 위해 통신사 정사로서 1624년 일본으로 건너간다. 임진왜란으로 인해 포로로 잡힌 조선인 146명을 데리고 돌아온 공으로 공조참판 겸 도총관이 되나 1629년 중풍으로 세상을 뜬다.
| 전임 오윤겸 | 제3대 조선 통신사 정사 1624년 | 후임 임광 |

## 같이 보기
- 조선의 대외 관계
- 조선 통신사